# MONSTER GIRLFRIEND
MONSTER GIRLFRIEND（モンスターガールフレンド）は、日本の女性アイドルグループ。愛称はモンフレ。2018年に結成。アーティスティックな世界観で新時代を切り拓くヴォーギング系ガールズグループ。2019年10月に活動を停止した。

## 概要
円谷プロがプロディースしたコンセプトレストランKAIJUMUSUME6から誕生したガールズユニット。2019年3月1日渋谷wwwで、ワンマンライブ『GIRL FRIEND VOL.1』を開催した。
代表曲「GAM」は、新世代ボカロPのカンザキイオリが作詞作曲を手掛けたダンスロックチューンとなっており、MVはダンスシーンに加え、夜の渋谷の街を舞台にした疾走感のあるカット割の映像に仕上がっている。キービュジュアルはイラストレーターのLM7が担当している。

## 略歴
2018年の７月３日にSHIZUKA、MONICO、OTONE、MAYA、REIA、MARIKAの6人にて結成。2018年10月5日 『怪獣彼女vol.3』にてメンバーの一人であるMARIKA脱退。
2018年12月19日に六本木・morph-tokyoで行われたワンマンライブ『怪獣彼女vol.4』にて、CHUCHU、BOTAN、MIZUKI、MIKAの4人が新メンバーとして加わり、そこから9人体制となる。それまではウィッグでの活動だったが、地毛での活動に変わり新衣装へ変更となった。
デビュー当時、ダンスの振付はSHIZUKAとREIAが担当していた。
2019年10月20日渋谷wwwxのライブをもって、第2章を終了し活動休止をすることを発表した。2019年12月20日をもってSHIZUKA、MIZUKI、MIKAの卒業を発表した。

## メンバー
| 名前            | 愛称           | 誕生日 | 出身地 | 髪色           | 備考                             |
| --------------- | -------------- | ------ | ------ | -------------- | -------------------------------- |
| MONICO もにこ   | モニちゃん     | 5月    | [[]]   | 青             | ORESAMAのサポートDJ              |
| CHUCHU ちゅちゅ | ちゅ、ちゅちゅ | 2月    | [[]]   | 薄ピンク       | ショールーマー                   |
| MAYA まや       | まや           | 7月    | [[]]   | 赤             | DJ2iline（ツイライン）として活躍 |
| REIA れいあ     | れあ、レイア   | 8月    | [[]]   | ホワイトミルク | ハーフ                           |
| OTONE おとね    | おとしゃん     | 11月   | [[]]   | ピンク         | 元声優、妖怪                     |
| BOTAN ぼたん    | ぼたん         | 3月    | [[]]   | 紫             | DJ                               |

### 旧メンバー
| 名前                       | 誕生日  | 出身地 | 髪色 | 卒業・脱退 | 備考             |
| -------------------------- | ------- | ------ | ---- | ---------- | ---------------- |
| まりか                     |         |        |      | 2018年10月 |                  |
| 遠藤しずか えんどうしずか  | 9月27日 | 福島県 | 金髪 | 2019年12月 |                  |
| 松村みづき まつむら みづき | 7月24日 | 大阪府 | 茶色 | 2019年12月 | 現Peel the Apple |
| ミカ                       | 1月26日 | 北海道 | 緑   | 2019年12月 |                  |

## 作品
順位はオリコン週間ランキング最高位。

### シングル
1. KAIJU NIGHT（2018年7月28日、会場限定）
2. 未確認幸福（2018年10月5日、会場限定）

### アルバム
1. GIRL ver.01（2019年2月19日、MGFR-1001/2、60位）
2. GIRL ver.02（2019年6月11日、MGFR-1003/4、25位）

## ライブ
- 怪獣彼女vol.1（2018年7月28日、渋谷・PLUG IN STUDIO）
- 怪獣彼女vol.2（2018年8月24日、渋谷・PLUG IN STUDIO）
- 怪獣彼女vol.3（2018年10月5日、渋谷・PLUG IN STUDIO）
- 怪獣彼女vol.4（2018年12月19日、六本木・morph-tokyo）
- GIRL FRIEND VOL.1（2019年3月1日、渋谷www）
- 怪獣彼女vol.5（2019年6月28日、渋谷Glad）
- 怪獣彼女vol.6（2019年7月19日、渋谷Glad）
- GIRL FRIEND VOL.2（2019年10月20日、渋谷wwwx）